# Fulfillingness' First Finale
Fulfillingness' First Finale er det syttende studiealbum af den amerikanske musiker Stevie Wonder. Albummet blev udgivet den 22. juli 1974 igennem Tamla, en afdeling under pladeselskabet Motown.
Albummet vandt en Grammy for årets album, hvilke var Wonders anden årets album i streg, efter han også vandt det året før med Innervisions.

## Spor
Alle sange skrevet og komponeret af Stevie Wonder med mindre andet er noteret. 
| 1. | "Smile Please"                          | 3:26 |
| 2. | "Heaven Is 10 Zillion Light Years Away" | 5:01 |
| 3. | "Too Shy to Say"                        | 3:31 |
| 4. | "Boogie On Reggae Woman"                | 4:54 |
| 5. | "Creepin"                               | 4:17 |

| Side 2 | Side 2                     | Side 2                 | Side 2 | Side 2 | Side 2 | Side 2 | Side 2 | Side 2 | Side 2 |
| #      | Titel                      | Tekst                  | Længde |        |        |        |        |        |        |
| ------ | -------------------------- | ---------------------- | ------ | ------ | ------ | ------ | ------ | ------ | ------ |
| 1.     | "You Haven't Done Nothin'" |                        | 3:27   |        |        |        |        |        |        |
| 2.     | "It Ain't No Use"          |                        | 3:58   |        |        |        |        |        |        |
| 3.     | "They Won't Go When I Go"  | Wonder • Yvonne Wright | 5:59   |        |        |        |        |        |        |
| 4.     | "Bird of Beauty"           |                        | 3:46   |        |        |        |        |        |        |
| 5.     | "Please Don't Go"          |                        | 4:06   |        |        |        |        |        |        |
| 42:21  |                            |                        |        |        |        |        |        |        |        |